# Velletri

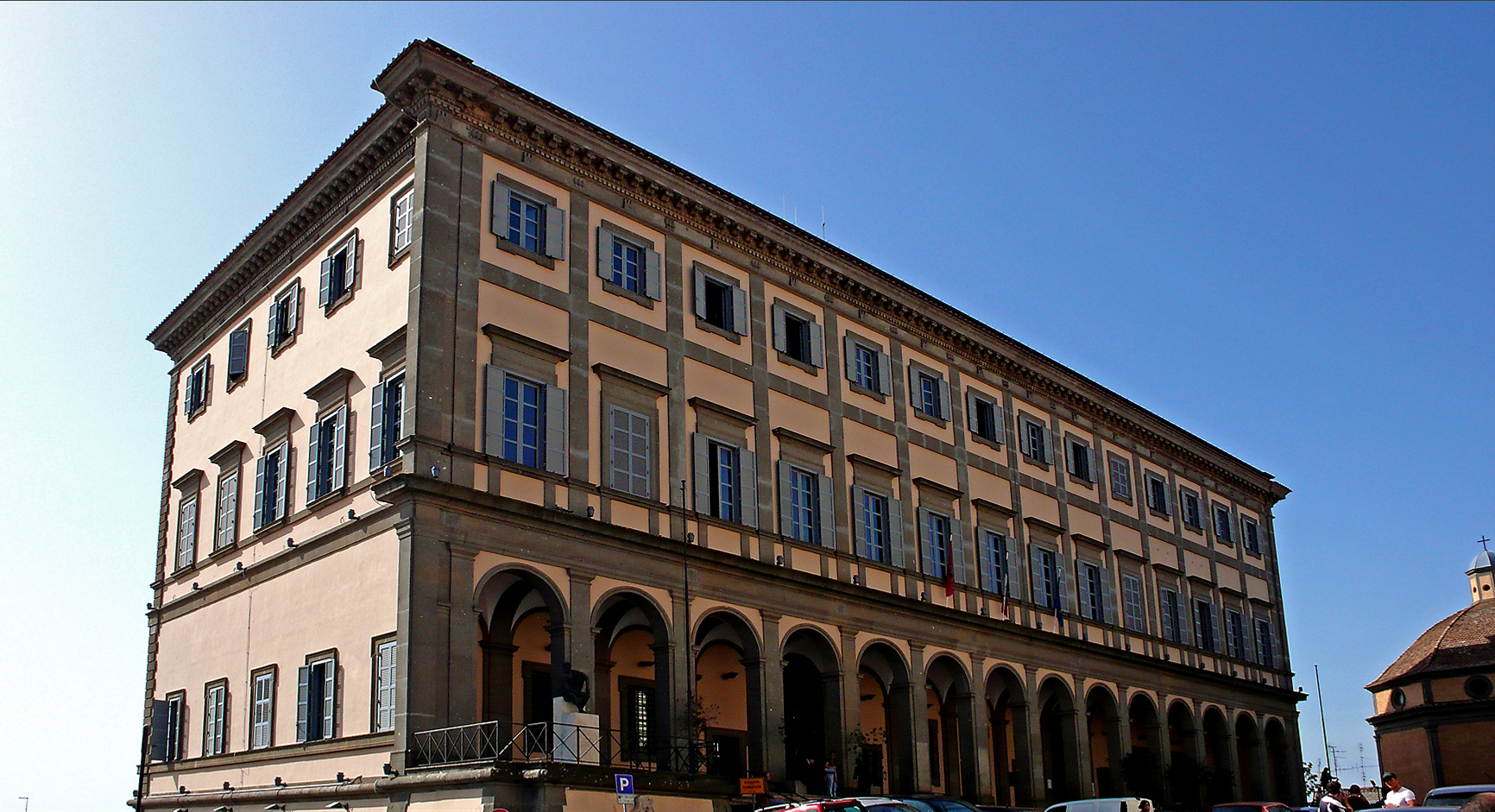
Velletri, Palazzo Comunale

Velletri ist eine italienische Mittelstadt in den Albaner Bergen, etwa 40 Kilometer südöstlich von Rom, mit 52.862 Einwohnern (Stand 31. Dezember 2023). Sie ist Sitz eines suburbikarischen Bistums.

## Lage
Die Stadt, die auf einem Ausläufer des Monte Artemisio liegt, gehört zu den Gemeinden der Castelli Romani.
Ihre Nachbargemeinden sind Aprilia (LT), Artena, Cisterna di Latina (LT), Genzano di Roma, Lanuvio, Lariano, Nemi und Rocca di Papa.

## Geschichte
Velletri wurde wahrscheinlich von dem italischen Volksstamm der Volsker gegründet und kam im Jahr 338 v. Chr. unter römische Herrschaft. Ihr antiker Name war Velitrae. Nach einigen historischen Quellen kam der spätere Kaiser Augustus am 23. September 63 v. Chr. in Velitrae zur Welt.
Nach langer Blüte während der Kaiserzeit wurde Velletri im 5. Jahrhundert zunächst von den Westgoten unter Alarich geplündert, im 6. Jahrhundert von den Ostgoten unter König Totila zerstört und schließlich von oströmischen Truppen zurückerobert. Später wurde es Teil des Patrimonium Petri, aus dem sich der Kirchenstaat entwickelte und zu dem es bis zur Einigung Italiens im 19. Jahrhundert gehörte.

## Politik
Ascanio Cascella (Fratelli d'Italia) wurde am 30. Mai 2023 zum Bürgermeister gewählt.

## Wirtschaft
Heute lebt Velletri vor allem von kleineren Industrieansiedlungen sowie von der Vermarktung landwirtschaftlicher Produkte der Umgebung wie etwa Wein, Oliven, Obst, Gemüse und Getreide.

## Sehenswürdigkeiten

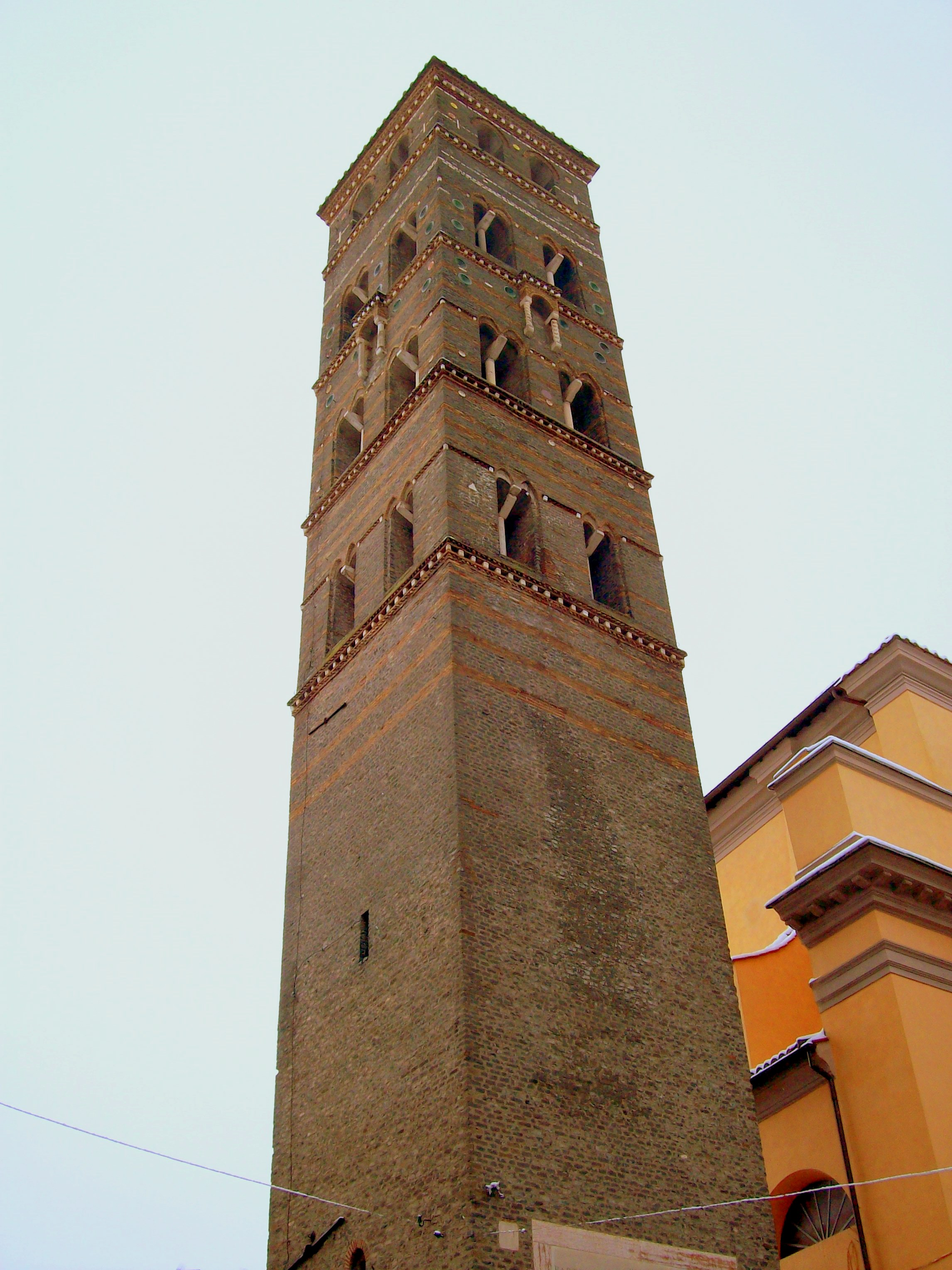
Torre del Trivio

Zu den Sehenswürdigkeiten in und um Velletri gehören der Palazzo Comunale aus dem 16. Jahrhundert (heute Sitz der Stadtverwaltung und Museum), die auf das 4. Jahrhundert zurückgehende Kathedrale San Clemente, die unter anderem ein Tafelbild Madonna mit Kind des Malers Gentile da Fabriano aus dem 15. Jahrhundert enthält. Ferner sind sehenswert die Kirche Santa Maria della Neve, in der sich Überreste eines römischen Tempels befinden, der gotische Torre del Trivio aus dem 14. Jahrhundert sowie zahlreiche Überreste römischer Villen.
Benediktsäule
Auf dem Platz vor der Kathedrale wurde am 23. September 2007 in Anwesenheit von Papst Benedikt XVI. die Benediktsäule des Eggenfeldener Bildhauers Joseph Michael Neustifter eingeweiht, deren Pendant ein Jahr zuvor in Marktl, dem Geburtsort von Benedikt XVI., errichtet wurde. Die Säule war ein Geschenk des Bayerischen Städtetages zum 80. Geburtstag des Papstes und wurde auf dessen Wunsch in Velletri aufgestellt, eingedenk seiner alten Bindung an die Stadt als Kardinalbischof von Velletri-Segni von 1993 bis zu seiner Wahl 2005. Die 4,20 Meter hohe Bronzesäule hat die Form einer leicht geöffneten Schriftrolle und ist sowohl dem deutschen Papst als auch dem heiligen Benedikt von Nursia gewidmet.

## Dialekt
Der in Velletri gesprochene Dialekt nennt sich Velletrano und weist einige Unterschiede zum Standarditalienischen und Ähnlichkeiten zum neapolitanischen Dialekt auf. So wird zum Beispiel das 's' wie das deutsche 'sch' ausgesprochen, außerdem existieren einige spezielle Vokabeln.
Der männliche Artikel lautet 'o' (statt 'il' oder 'lo'), der weibliche 'a' (statt 'la').

## Weinbau in Velletri
Velletri gibt dem gleichnamigen DOC italienischen Weiß- und Rotwein seinen Namen. Neben Velletri dürfen auch die Gemeinden Lariano und Cisterna di Latina diesen Wein anbauen.

## Städtepartnerschaften
Velletri hat Städtepartnerschaften geschlossen mit
- Esch an der Alzette in Luxemburg
- Kőszeg in Ungarn
- Mödling in Niederösterreich
- Offenbach in Hessen
- Puteaux in Frankreich
- Vsetín in Tschechien
- Zemun in Serbien

## Söhne und Töchter der Stadt
- Giovanni da Velletri (um 1180–1230), Bischof von Florenz
- Ruggiero Giovannelli (* um 1565; † 1625), italienischer Sänger, Kapellmeister und Komponist
- Marzio Ginetti (1585–1671), Kardinal
- Giancarlo Antonelli (1611/1612–1694), römisch-katholischer Bischof
- Alessandro Borgia (1682–1764), Erzbischof von Fermo
- Giancarlo Antonelli (1690–1768), römisch-katholischer Weihbischof im Bistum Velletri
- Stefano Borgia (1731–1804), Kardinal
- Geraldo Macioti (1768–1837), Bischof
- Vincenzo Macioti (1775–1840), Bischof
- Alessandro Borgia (1783–1872), Ordensoberhaupt (Großmeister-Statthalter) des Souveränen Malteserordens
- Alessandro Macioti (1798–1859), Kurienerzbischof
- Xavier Leroux (1863–1919), französischer Opernkomponist
- Juana Romani (1869–1923), Malerin
- Spartaco Bandinelli (1921–1997), Boxer
- Carlo Mucari (* 1955), Schauspieler
- Antonio Monda (* 1962), Journalist, Drehbuchautor und Filmregisseur
- Elisabetta Trenta (* 1967), Politikerin
- Marco Ferrante (* 1971), Fußballspieler
- Marta Bastianelli (* 1987), Radrennfahrerin
- Alessio Cerci (* 1987), Fußballspieler
- Marco Ricci (* 2001), Sprinter

## Ehrenbürger
- Andrea Maria Erba (1930–2016), Bischof von Velletri-Segni